# Exsultet

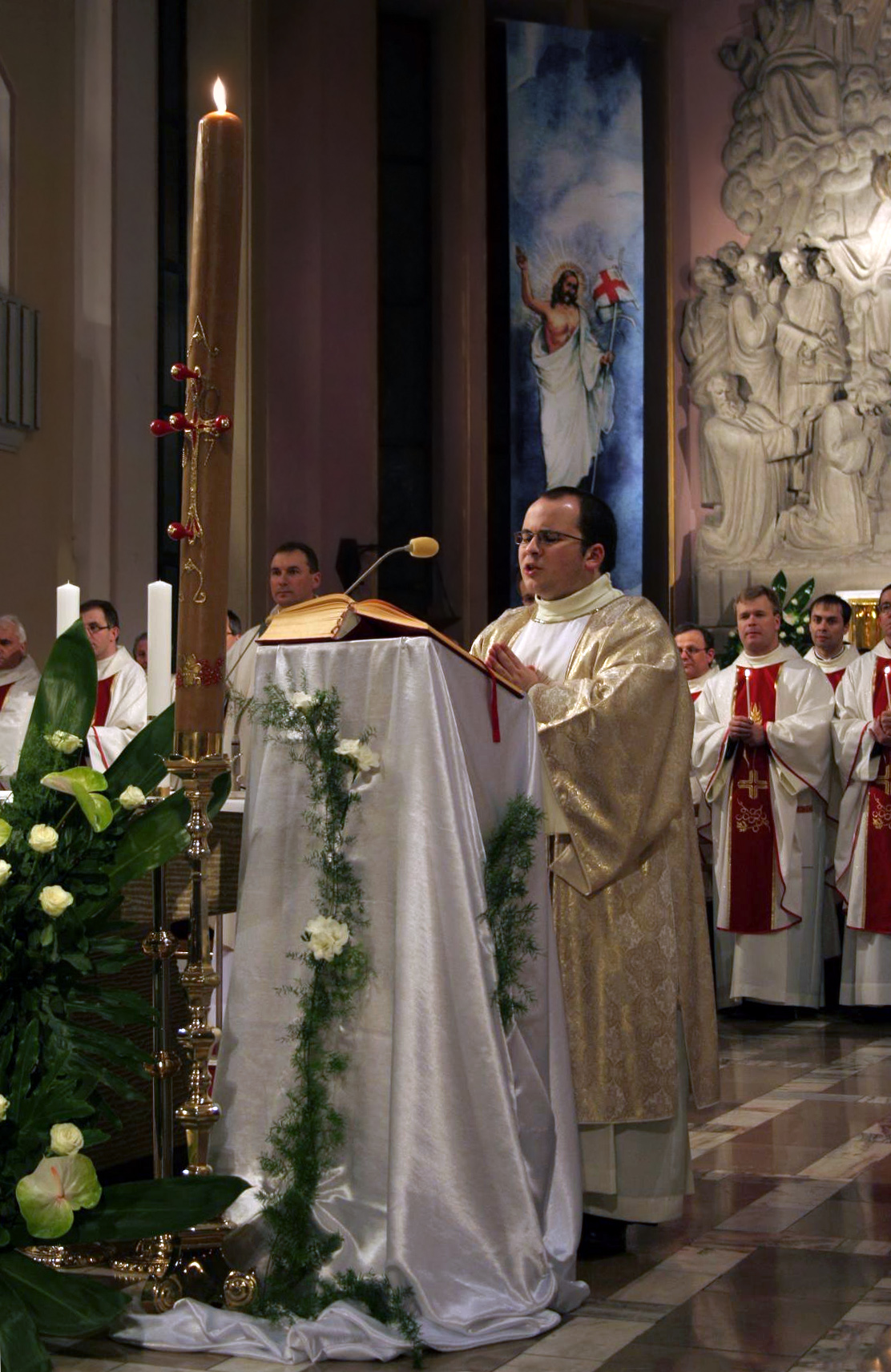
Der Diakon singt das Exsultet

Das Exsultet (lat. „es jauchze“, Konjunktiv Präsens von exsultāre), auch Praeconium paschale (lat. „Osterverkündigung“), ist das in der katholischen und evangelisch-lutherischen Liturgie gesungene Osterlob der Lichtfeier am Beginn der Osternacht. In ihm wird Christus als das Licht der Welt gepriesen und seine Auferstehung in Verbindung zu dem im Alten Testament offenbarten göttlichen Heilsplan gestellt.

## Name
Das Exsultet (historische Schreibweise: Exultet) trägt seinen Namen nach seinem lateinischen Eingangswort. Die liturgische Bezeichnung lautet seit der Reform der Karwochenliturgie 1955 Praeconium paschale (lat. „Osterankündigung“, „Osterlob“). Seltener wird es auch als Laus cerei (lat. „Lob der Kerze“), Benedictio cerei (lat. „Segnung der Kerze“) oder Exsultet iam angelica turba bezeichnet.

## Entstehung und Struktur

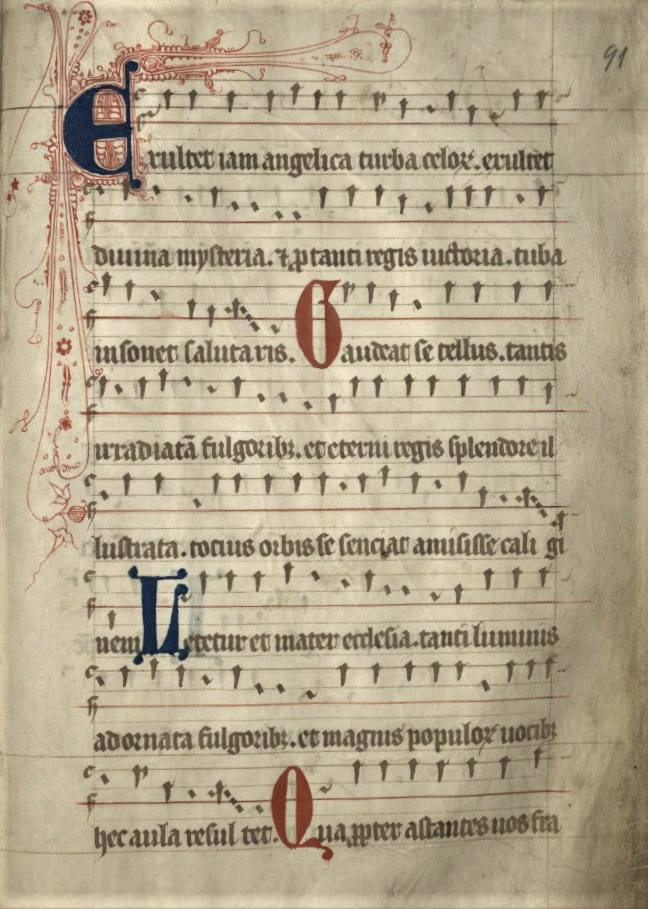
Beginn des Exultet (Handschrift von 1386)

Die Datierung des lateinischen Textes ist umstritten. Ein Lob auf die Osterkerze ist im 4. Jahrhundert Praxis (von Hieronymus kritisiert, von Augustinus praktiziert). Die älteste erhaltene Textfassung stammt vom Ende des 4. oder Anfang des 5. Jahrhunderts aus Norditalien oder Südgallien. Der Verfasser ist unbekannt; Anklänge an die Theologie des Ambrosius lassen einen Ursprung in Mailand oder dessen Einflusssphäre vermuten. Zur Entstehungsgeschichte des Exsultet gehören zweifellos byzantinische liturgische Vorbilder, vor allem die dort gesungenen versifizierten Homilien, die auch Kontakia genannt werden. Im Mittelalter wurde regional der Osterlobpreis auf aneinander geheftete Pergamentblätter geschrieben, sodass eine Exsultet-Rolle von beträchtlicher Länge entstand.
Das Exsultet besteht aus zwei Teilen: einem Prolog (Einladung zur österlichen Freude und Bitte um Beistand, Verse 1–5) und einem Hauptteil, der mit dem Hochgebet der Heiligen Messe vergleichbar ist. Er wird von einer Präfation (Preis und Dank für die Erlösung, Verse 6–7) mit einleitenden Akklamationen eröffnet. Es folgen Anamnese (Verse 8–19), Epiklese (Darbringung des Lobes, Verse 20–21), eine zweite Anamnese (Lob von Kerze, Biene und Osternacht, Verse 22–25) und abschließende Bitten (Verse 26–27). Die fünf „Haec-Sätze“ der ersten Anamnese (Verse 8–12) stellen die Osternacht in den Rahmen der Heilsgeschichte, die folgenden fünf „O-Rufe“ benennen das Paradoxon der Erlösung, darunter das Motiv des „wunderbaren Tausches“ und der Ruf O felix culpa. Die Melodie des Hauptteils entspricht einem feierlichen Präfationston, der Prolog besitzt eine charakteristische freie Melodie.

## Das Exsultet in der römisch-katholischen Kirche
In der römisch-katholischen Osternachtsliturgie wird das Exsultet vorzugsweise vom Diakon am Ambo vorgetragen.

### Aktuelle Textfassungen
In der nachkonziliaren Form gibt es offiziell eine Lang- und eine Kurzfassung für das Exsultet. Wird das Osterlob von einem Kantor (oder einer Kantorin) gesungen, der nicht Kleriker ist, entfallen die eingeklammerten Worte.
Die Langfassung lautet:
| Latein: Missale Romanum ³2002 | Deutsch: Messbuch | Deutsch: Messbuch (Kurzfassung) |
| --- | --- | --- |
| Exsultet iam angelica turba caelorum exsultent divina mysteria et pro tanti Regis victoria tuba insonet salutaris                                                                                                | Frohlocket, ihr Chöre der Engel, frohlocket, ihr himmlischen Scharen, lasset die Posaune erschallen, preiset den Sieger, den erhabenen König! | Frohlocket, ihr Chöre der Engel, frohlocket, ihr himmlischen Scharen, lasset die Posaune erschallen, preiset den Sieger, den erhabenen König! |
| Gaudeat et tellus tantis irradiata fulgoribus et, aeterni Regis splendore illustrata totius orbis se sentiat amisisse caliginem.                                                                                 | Lobsinge, du Erde, überstrahlt vom Glanz aus der Höhe! Licht des großen Königs umleuchtet dich. Siehe, geschwunden ist allerorten das Dunkel. | Lobsinge, du Erde, überstrahlt vom Glanz aus der Höhe! Licht des großen Königs umleuchtet dich. Siehe, geschwunden ist allerorten das Dunkel. |
| Laetetur et mater Ecclesia tanti luminis adornata fulgoribus: et magnis populorum vocibus haec aula resultet. | Auch du freue dich, Mutter Kirche, umkleidet von Licht und herrlichem Glanze! Töne wider, heilige Halle, töne von des Volkes mächtigem Jubel. | Auch du freue dich, Mutter Kirche, umkleidet von Licht und herrlichem Glanze! Töne wider, heilige Halle, töne von des Volkes mächtigem Jubel. |
| (Quapropter astantes vos, fratres carissimi, ad tam miram huius sancti luminis claritatem, una mecum, quaeso, Dei omnipotentis misericordiam invocate.                                                           | (Darum bitte ich euch, geliebte Brüder, ihr Zeugen des Lichtes, das diese Kerze verbreitet: Ruft mit mir zum allmächtigen Vater um sein Erbarmen und seine Hilfe, | |
| Ut, qui me non meis meritis intra Levitarum numerum dignatus est aggregare luminis sui claritatem infundens cerei huius laudem implere perficiat.)                                                               | dass er, der mich ohne mein Verdienst, aus reiner Gnade, in die Schar der Leviten berufen hat, mich erleuchte mit dem Glanz seines Lichtes, damit ich würdig das Lob dieser Kerze verkünde.)                                                                          | |
| (V. Dominus vobiscum. R. Et cum spiritu tuo.) V. Sursum corda. R. Habemus ad Dominum. V. Gratias agamus Domino Deo nostro. R. Dignum et iustum est.                                                              | (V: Der Herr sei mit euch. A: Und mit deinem Geiste.) V: Erhebet die Herzen. A: Wir haben sie beim Herrn. V: Lasset uns danken dem Herrn, unserm Gott. A: Das ist würdig und recht.                                                                                   | (V: Der Herr sei mit euch. A: Und mit deinem Geiste.) V: Erhebet die Herzen. A: Wir haben sie beim Herrn. V: Lasset uns danken dem Herrn, unserm Gott. A: Das ist würdig und recht.                                                                                   |
| Vere dignum et iustum est, invisibilem Deum Patrem omnipotentem Filiumque eius unigenitum, Dominum nostrum Iesum Christum, toto cordis ac mentis affectu et vocis ministerio personare.                          | In Wahrheit ist es würdig und recht, den verborgenen Gott, den allmächtigen Vater, mit aller Glut des Herzens zu rühmen und seinen eingeborenen Sohn, unsern Herrn Jesus Christus, mit jubelnder Stimme zu preisen.                                                   | In Wahrheit ist es würdig und recht, den verborgenen Gott, den allmächtigen Vater, mit aller Glut des Herzens zu rühmen und seinen eingeborenen Sohn, unsern Herrn Jesus Christus, mit jubelnder Stimme zu preisen.                                                   |
| Qui pro nobis aeterno Patri Adae debitum solvit et veteris piaculi cautionem pio cruore detersit. | Er hat für uns beim ewigen Vater Adams Schuld bezahlt und den Schuldbrief ausgelöscht mit seinem Blut, das er aus Liebe vergossen hat. | Er hat für uns beim ewigen Vater Adams Schuld bezahlt und den Schuldbrief ausgelöscht mit seinem Blut, das er aus Liebe vergossen hat. |
| Haec sunt enim festa paschalia, in quibus verus ille Agnus occiditur, cuius sanguine postes fidelium consecrantur.                                                                                               | Gekommen ist das heilige Osterfest, an dem das wahre Lamm geschlachtet ward, dessen Blut die Türen der Gläubigen heiligt und das Volk bewahrt vor Tod und Verderben.                                                                                                  | Gekommen ist das heilige Osterfest, an dem das wahre Lamm geschlachtet ward, dessen Blut die Türen der Gläubigen heiligt und das Volk bewahrt vor Tod und Verderben.                                                                                                  |
| Haec nox est, in qua primum patres nostros, filios Israel, eductos de Aegypto, Mare Rubrum sicco vestigio transire fecisti.                                                                                      | Dies ist die Nacht, die unsere Väter, die Söhne Israels, aus Ägypten befreit und auf trockenem Pfad durch die Fluten des Roten Meeres geführt hat. | Dies ist die Nacht, die unsere Väter, die Söhne Israels, aus Ägypten befreit und auf trockenem Pfad durch die Fluten des Roten Meeres geführt hat. |
| Haec igitur nox est, quae peccatorum tenebras columnae illuminatione purgavit. | Dies ist die Nacht, in der die leuchtende Säule das Dunkel der Sünde vertrieben hat. | Dies ist die Nacht, in der die leuchtende Säule das Dunkel der Sünde vertrieben hat. |
| Haec nox est, quae hodie per universum mundum in Christum credentes a vitiis saeculi, et caligine peccatorum segregatos, reddit gratiae, sociat sanctitati.                                                      | Dies ist die Nacht, die auf der ganzen Erde alle, die an Christus glauben, scheidet von den Lastern der Welt, dem Elend der Sünde entreißt, ins Reich der Gnade heimführt und einfügt in die heilige Kirche.                                                          | Dies ist die Nacht, die auf der ganzen Erde alle, die an Christus glauben, scheidet von den Lastern der Welt, dem Elend der Sünde entreißt, ins Reich der Gnade heimführt und einfügt in die heilige Kirche.                                                          |
| Haec nox est, in qua, destructis vinculis mortis, Christus ab inferis victor ascendit. | Dies ist die selige Nacht, in der Christus die Ketten des Todes zerbrach und aus der Tiefe als Sieger emporstieg. | Dies ist die selige Nacht, in der Christus die Ketten des Todes zerbrach und aus der Tiefe als Sieger emporstieg. |
| Nihil enim nobis nasci profuit, nisi redimi profuisset. | Wahrhaftig, umsonst wären wir geboren, hätte uns nicht der Erlöser gerettet. | |
| O mira circa nos tuae pietatis dignatio! O inaestimabilis dilectio caritatis ut servum redimeres, Filium tradidisti!                                                                                             | O unfassbare Liebe des Vaters: Um den Knecht zu erlösen, gabst du den Sohn dahin! | O unfassbare Liebe des Vaters: Um den Knecht zu erlösen, gabst du den Sohn dahin! |
| O certe necessarium Adae peccatum, quod Christi morte deletum est! | O wahrhaft heilbringende Sünde des Adam, du wurdest uns zum Segen, da Christi Tod dich vernichtet hat. | O wahrhaft heilbringende Sünde des Adam, du wurdest uns zum Segen, da Christi Tod dich vernichtet hat. |
| O felix culpa, quae talem ac tantum meruit habere Redemptorem! | O glückliche Schuld, welch großen Erlöser hast du gefunden! | O glückliche Schuld, welch großen Erlöser hast du gefunden! |
| O vere beata nox, quae sola meruit scire tempus et horam, in qua Christus ab inferis resurrexit! | O wahrhaft selige Nacht, dir allein war es vergönnt, die Stunde zu kennen, in der Christus erstand von den Toten. | |
| Haec nox est, de qua scriptum est Et nox sicut dies illuminabitur et nox illuminatio mea in deliciis meis. | Dies ist die Nacht, von der geschrieben steht: „Die Nacht wird hell wie der Tag, wie strahlendes Licht wird die Nacht mich umgeben.“ | |
| Huius igitur sanctificatio noctis fugat scelera, culpas lavat et reddit innocentiam lapsis, et maestis laetitiam. Fugat odia, concordiam parat, et curvat imperia.                                               | Der Glanz dieser heiligen Nacht nimmt den Frevel hinweg, reinigt von Schuld, gibt den Sündern die Unschuld, den Trauernden Freude. Weit vertreibt sie den Hass, sie einigt die Herzen und beugt die Gewalten.                                                         | Der Glanz dieser heiligen Nacht nimmt den Frevel hinweg, reinigt von Schuld, gibt den Sündern die Unschuld, den Trauernden Freude. |
| In huius igitur noctis gratia, suscipe, sancte Pater, laudis huius sacrificium vespertinum, quod tibi in haec cerei oblatione sollemni, per ministrorum manus de operibus apum, sacrosancta reddit Ecclesia.     | In dieser gesegneten Nacht, heiliger Vater, nimm an das Abendopfer unseres Lobes, nimm diese Kerze entgegen als unsere festliche Gabe! Aus dem köstlichen Wachs der Bienen bereitet, wird sie dir dargebracht von deiner heiligen Kirche durch die Hand ihrer Diener. | |
| Sed iam columnae huius praeconia novimus, quam in honorem Dei rutilans ignis accendit. | So ist nun das Lob dieser kostbaren Kerze erklungen, die entzündet wurde am lodernden Feuer zum Ruhme des Höchsten. | |
| Qui, licet sit divisus in partes, mutuati tamen luminis detrimenta non novit. | Wenn auch ihr Licht sich in die Runde verteilt hat, so verlor es doch nichts von der Kraft seines Glanzes. | |
| Alitur enim liquantibus ceris, quas in substantiam pretiosae huius lampadis apis mater eduxit. | Denn die Flamme wird genährt vom schmelzenden Wachs, das der Fleiß der Bienen für diese Kerze bereitet hat. | |
| O vere beata nox, in qua terrenis caelestia, humanis divina iunguntur! | O wahrhaft selige Nacht, die Himmel und Erde versöhnt, die Gott und Menschen verbindet! | O wahrhaft selige Nacht, die Himmel und Erde versöhnt, die Gott und Menschen verbindet! |
| | | In dieser gesegneten Nacht, heiliger Vater, nimm an das Abendopfer unseres Lobes, nimm diese Kerze entgegen als unsere festliche Gabe! Aus dem köstlichen Wachs der Bienen bereitet, wird sie dir dargebracht von deiner heiligen Kirche durch die Hand ihrer Diener. |
| Oramus ergo te, Domine, ut cereus iste in honorem tui nominis consecratus, ad noctis huius caliginem destruendam, indeficiens perseveret. Et in odorem suavitatis acceptus, supernis luminaribus misceatur.      | Darum bitten wir dich, o Herr: Geweiht zum Ruhm deines Namens, leuchte die Kerze fort, um in dieser Nacht das Dunkel zu vertreiben. Nimm sie an als lieblich duftendes Opfer, vermähle ihr Licht mit den Lichtern am Himmel.                                          | So bitten wir dich, o Herr: Geweiht zum Ruhm deines Namens, leuchte die Kerze fort, um in dieser Nacht das Dunkel zu vertreiben. Nimm sie an als lieblich duftendes Opfer, vermähle ihr Licht mit den Lichtern am Himmel.                                             |
| Flammas eius lucifer matutinus inveniat ille, inquam, lucifer, qui nescit occasum Christus Filius tuus, qui regressus ab inferis, humano generi serenus illuxit, et tecum vivit et regnat in saecula saeculorum. | Sie leuchte, bis der Morgenstern erscheint, jener wahre Morgenstern, der in Ewigkeit nicht untergeht: dein Sohn, unser Herr Jesus Christus, der von den Toten erstand, der den Menschen erstrahlt im österlichen Licht; der mit dir lebt und herrscht in Ewigkeit.    | Sie leuchte, bis der Morgenstern erscheint, jener wahre Morgenstern, der in Ewigkeit nicht untergeht: dein Sohn, unser Herr Jesus Christus, der von den Toten erstand, der den Menschen erstrahlt im österlichen Licht; der mit dir lebt und herrscht in Ewigkeit.    |
| R. Amen. | A: Amen. | A: Amen. |

### Vor der Liturgiereform (1955, 1970)
Vor der Liturgiereform durch Papst Pius XII. und im Zuge des Zweiten Vatikanischen Konzils schloss das Exsultet traditionell mit einer Fürbitte für den Klerus, namentlich den Papst und den Ortsbischof, sowie für den imperator, also den Kaiser des Heiligen Römischen Reiches. Ursprünglich lautete dieser das Exsultet abschließende Teil so:
| Latein: bis 1955 | Deutsch: bis 1955 |
| --- | --- |
| Precamur ergo te, Domine: ut nos famulos tuos, omnemque clerum, et devotissimum populum: una cum beatissimo Papa nostro N. et Antistite nostro N., quiete temporum concessa, in his paschalibus gaudiis, assidua protectione regere, gubernare et conservare digneris. Respice etiam ad devotissimum Imperatorem nostrum N., cujus tu, Deus, desideri vota praenoscens, ineffabili pietatis et misericordiae tuae munere, tranquillum perpetuae pacis accommoda: et caelestem victoriam cum omni populo suo. | Wir bitten dich nun, o Herr: Gewähre uns Tage des Friedens, uns und allen, die Deinem Dienste geweiht, und dem Volk, das Dir in Treue ergeben, einig mit unserem Heiligen Vater N. und mit unserem Bischof N.: in dieser freudigen Zeit der Ostern führe uns gnädig, leite und behüte uns immerdar. Blicke herab auch auf unseren gottesfürchtigen Herrscher N., dessen Verlangen du kennst; durch den Beistand deiner unaussprechlichen Huld und Barmherzigkeit gewähre ihm die Ruhe unaufhörlichen Friedens und den himmlischen Sieg mit seinem ganzen Volk. |

Nachdem Franz II. bis 1806 letzter deutsch-römischer Kaiser war, konnte kein Name mehr für den Herrscher eingefügt werden; im Zuge der Reform der Karwochenliturgie wurde 1955 folgende allgemein gehaltene Formulierung eingefügt:
| Latein: ab 1955 | Deutsch: ab 1955 |
| --- | --- |
| Precamur ergo te, Domine: ut nos famulos tuos, omnemque clerum, et devotissimum populum: una cum beatissimo Papa nostro N. et Antistite nostro N. quiete temporum concessa, in his paschalibus gaudiis, assidua protectione regere, gubernare, et conservare digneris. Respice etiam ad eos, qui nos in potestate regunt, et, ineffabili pietatis et misericordiae tuae munere, dirige cogitationes eorum ad iustitiam et pacem, ut de terrena operositate ad caelestem patriam perveniant cum omni populo tuo. | Wir bitten dich nun, o Herr: Gewähre uns Tage des Friedens, uns und allen, die Deinem Dienste geweiht, und dem Volk, das Dir in Treue ergeben, einig mit unserem Heiligen Vater N. und mit unserem Bischof N.: in dieser freudigen Zeit der Ostern führe uns gnädig, leite und behüte uns immerdar. Blicke herab auch auf jene, die uns regieren kraft ihres Amtes; durch den Beistand deiner unaussprechlichen Huld und Barmherzigkeit lenke ihren Sinn zu Frieden und Recht, auf dass sie mit Deinem ganzen Volke aus dem Getriebe der Welt gelangen zum himmlischen Vaterland. |

## Wortlaut in der Selbständigen Evangelisch-Lutherischen Kirche (SELK)

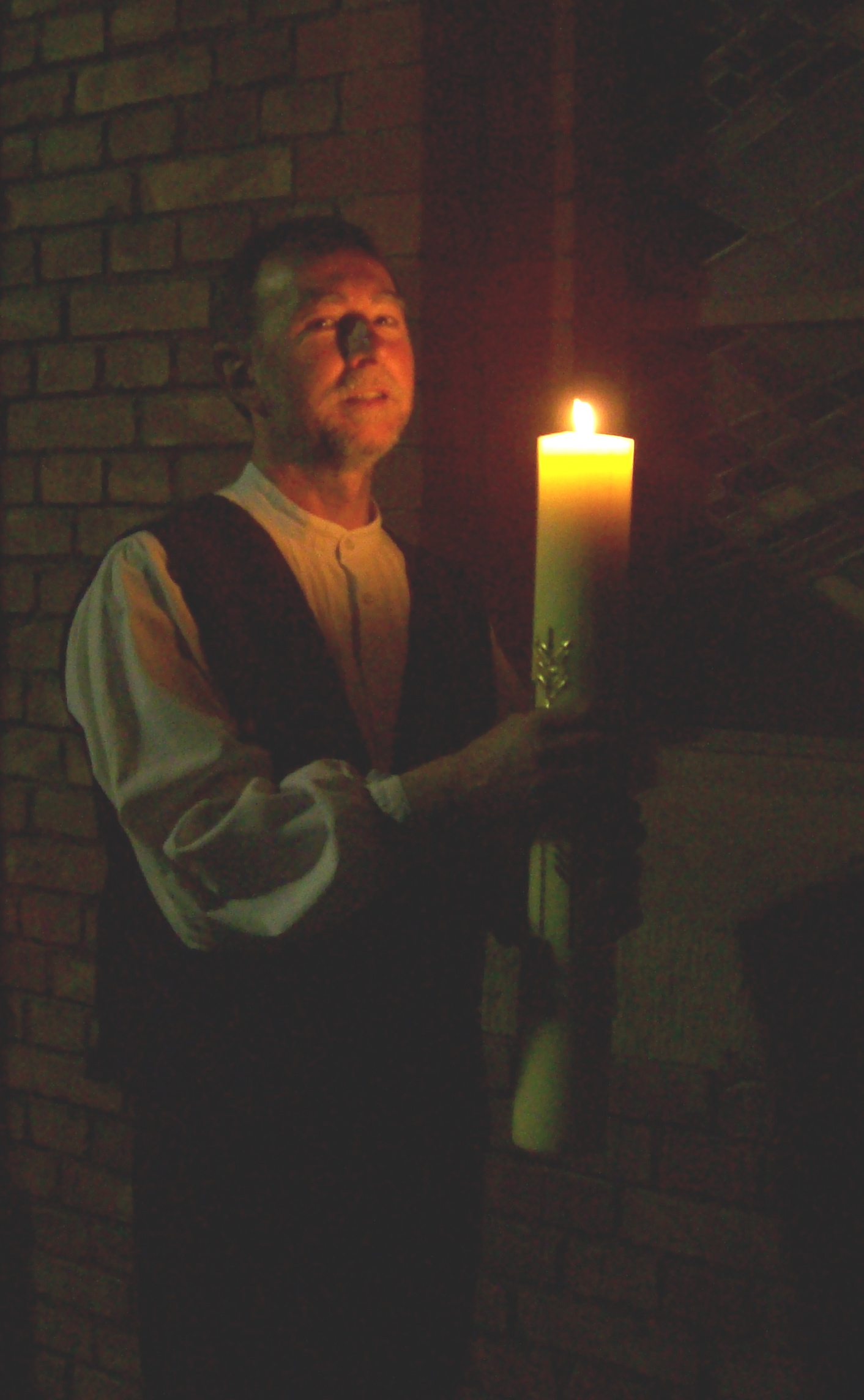
Ein Diakon der evangelischen Kirche mit Osterkerze

Das Exsultet wird in der SELK mit folgendem Wortlaut vom Kantor oder Pfarrer gesungen:
Frohlocket nun, ihr Engel; frohlocket ihr himmlischen Heere; hell töne, Posaune des Heiles, preise den Sieg des ewigen Königs.

Es freue sich auch die Erde, erhellt vom strahlenden Lichte und leuchtend im Glanze des ewigen Königs; siehe, wie an allen Enden die Finsternis von ihr gewichen!

Es freue sich auch unsere Mutter, die Kirche, im herrlichen Glanze solchen Lichtes; froher Lobgesang ihrer Kinder erfülle das Haus unseres Gottes.

Darum bitte ich euch, die ihr beim Schein des Osterlichtes zugegen seid: rufet mit mir an die Barmherzigkeit des allmächtigen Gottes, dass er uns mit der Klarheit seines Lichtes erfülle und unser Loblied gnädig annehme.

Durch Jesus Christus, seinen Sohn, unseren Herrn, der mit ihm und dem Heiligen Geiste lebet und regieret von Ewigkeit zu Ewigkeit.

Amen.
V: Der Herr sei mit euch

A: Und mit deinem Geiste

V: Die Herzen in die Höhe

A: Wir erheben sie zum Herrn.

V: Lasset uns Dank sagen, dem Herren, unserem Gotte.

A: Das ist würdig und recht.
V: Wahrhaft würdig ist es und recht den unsichtbaren Gott, den allmächtigen Vater und seinen eingeborenen Sohn, Jesus Christus, unseren Herrn aus Herzensgrunde zu preisen und mit jubelnder Stimme zu loben.

Er hat Adams Schuld bei dem himmlischen Vater bezahlt und den Schuldbrief getilgt mit seinem heiligen Blut, aus Liebe vergossen.

Dies ist das Fest der Ostern, da geopfert wird das wahre Passalamm: Christus, dessen Blut die Türen der Gläubigen zeichnet und das Volk bewahrt vor Tod und Verderben.

Dies ist die Nacht, da Gott sein Volk aus Ägypten befreit und trockenen Fußes durch die Fluten des Meeres geleitet hat.

Dies ist die Nacht, da Christus die Bande des Todes zerrissen hat und aus der Hölle als Sieger erstanden ist.

O wie wunderbar hat dein Erbarmen uns begnadet, umsonst wären wir geboren, hätte uns nicht der Erlöser gerettet!

O unfassliche Huld deiner Liebe: um den Knecht zu erlösen, gabst du den Sohn dahin.

O glückselige Schuld, die eines solchen Retters gewürdigt ward!

Dies ist die Nacht, da Christus vertreibet den Frevel und abwäscht die Sünde, die Unschuld gibt den Gefallenen und den Trauernden die Freude.

In dieser Nacht der Gnade nimm an, Herr, heiliger Vater, das Opfer unseres Dankes, das wir dir darbringen im Schein dieser Kerze.

Dieses helle Licht vertreibe die Finsternis der Nacht; es leuchte fort im ungeminderten Glanze, bis der Morgenstern erscheint, der wahre Morgenstern, der in Ewigkeit nicht untergeht: dein Sohn, unser Herr Jesus Christus, der von den Toten erstand und mit dir und dem Heiligen Geiste lebet und regieret von Ewigkeit zu Ewigkeit,
A: Amen